# Semguet
Semguet  (in arabo سمكت‎?) è un centro abitato e comune rurale del Marocco situato nella provincia di Béni Mellal, regione di Béni Mellal-Khénifra. Conta una popolazione di 8 990 abitanti (censimento 2014).